# زمین‌لرزه ۱۹۷۸ سالونیک
زمین‌لرزه سالونیک  در تاریخ ۲۰ ژوئن ۱۹۷۸ میلادی، برابر با ‎۳۰ خرداد ۱۳۵۷، ساعت ۲۰:۰۳:۲۱ به زمان یوتی‌سی در یونان ، منطقه سالونیک رخ داد. ژرفای این زلزله ۸ کیلومتر بود، و بزرگی آن ۶٫۲ در مقیاس Mw اعلام شده‌است. زمین‌لرزه به وقت محلی در روز سه‌شنبه، ساعت ۲۲ روی داده و منطقه زمانی آن یوتی‌سی +۲ بوده‌است (با لحاظ تغییر ساعت تابستانی).
سازمان زمین‌شناسی آمریکا نیز رومرکز این زمین‌لرزه را در مختصات ۴۰°۴۴′۲۰″شمالی ۲۳°۱۳′۴۴″شرقی / ۴۰٫۷۳۹°شمالی ۲۳٫۲۲۹°شرقی و ژرفای آن را در ۳ کیلومتر گزارش کرده‌است. بزرگی برگزیدهٔ این سازمان از میان بزرگیهای محاسبه‌شدهٔ مختلف ۶٫۶ در مقیاس ریشتر بوده و از دید اثر، در میان چهار دسته‌بندی «نامحسوس»، «محسوس»، «زیان‌آور» یا «با تلفات»، زلزله را «با تلفات» اعلام کرده‌است.
پروژهٔ «تنسور گشتاور مرکزوار» زاویه‌های (راستا، شیب، ریک) گسل سازندهٔ زمین‌لرزه و صفحه عمود بر آن را (°۲۸۶، °۴۳، °۸۸-) یا (°۱۰۴، °۴۷، °۹۲-) و نوع گسل را «عادی» فرارسانده‌است.
شمار کشتگان زلزله حدود ۵۰ نفر بوده‌است.تعداد زخمیان ۲۲۰ نفر برآورده شده‌است.